# محکومان، مبارزات طبقاتی در شوروی (۱۹۴۱–۱۹۳۰)
حاکمان، مبارزات طبقاتی در شوروی (۱۹۴۱–۱۹۳۰) کتابی نوشتهٔ شارل بتلهایم است و شامل ۲ جلد است که جلد نخست به چهار بخش تقسیم شده و به بررسی احوال محکومان (دهقانان، کارگران، سرکوب و دهشت گسترده‌ای که آنان تحمل می‌کردند، انباشت سرمایه‌ای که آن‌ها قربانیانش بودند و بحران‌های ویژه انباشت) اختصاص یافته‌است.
جلد دوم آن نیز از چهار بخش تشکیل می‌شود که مسائل مربوط به حاکمان، ایدئولوژی در دههٔ سی میلادی، شکل‌های موجودیت و حیات طبقهٔ جدید، شرایط تاریخی تشکیل آن، نقش حزب و سیاست بین‌المللی شوروی را بررسی می‌نماید.
همان‌طور که در کتاب ذکرشده، دلیل اینکه این کتاب ۲ جلدی منتشر شده این است که استالینیسم تمامیتی است در حکم یک نظام فکری. تحلیل مبارزات طبقاتی در شوروی در سال‌های دههٔ سی قرن بیستم میلادی در برگیرندهٔ واقعیتی بس پیچیده و به شدت متغیر است. به همین جهت این موضوع با تأمل و در ۲ جلد مکتوب شده‌است.
این کتاب توسط ناصر فکوهی در دو جلد به زبان فارسی ترجمه‌شده و از سوی انتشارات نشر نی منتشر شده‌است.